# The Vagary
The Vagary is een Nederlandse indierockband.

## Geschiedenis
De band werd in 2011 in Amsterdam opgericht en bestaat uit Thijs Havens (zang, gitaar, toetsen), Julien Staartjes (gitaar), Lukas Verburgt (drums) en Bowie Verschuuren (bas). Kort na oprichting werd The Vagary gevraagd als voorprogramma voor onder andere Pete Doherty en Kurt Vile.
In het najaar van 2012 deed de band mee aan de Popronde en toerde ze met Go Back to the Zoo. Ook won The Vagary dat jaar de Amsterdamse Popprijs. Op 2 mei 2013 trad de band voor het eerst op in het televisieprogramma De Wereld Draait Door en in de zomer daarna werden de opnamen van het debuutalbum afgerond. In het najaar van 2013 werkte The Vagary aan de postproductie van hun album en in november werd de single "Time Machine" opgepikt door 3voor12 en 3FM, wat leidde tot een optreden op Eurosonic Noorderslag 2014. Begin 2014 tekende de band bij PIAS en op Record Store Day 2014 verscheen een 7-inchplaat in beperkte oplage met twee singles van de band ("Time Machine" en "Come Back").
The Vagary trad onder andere op in Paradiso, het Rijksmuseum, het Van Gogh Museum, verschillende Bevrijdingsfestivals, het Metropolis Festival en Noorderzon. De band figureerde in campagnes van Glamcult en FOAM en het nummer “Time Machine” werd in januari 2014 door Comedy Central gebruikt in de Nederlandse leader van de Amerikaanse televisieserie It's Always Sunny in Philadelphia.
Het debuutalbum Salute kwam uit op 22 augustus 2014, waarna de band een uitgebreide Nederlandse tournee deed.
Vanaf 2016 werd het stil rond de band maar in 2019 kwamen ze onverwacht weer bij elkaar en namen in enkele dagen een tweede album op. Tomorrow Again verscheen op 22 november 2019.

## Discografie

### Albums
| Album met eventuele hitnotering(en) in de Nederlandse Album Top 100 | Datum van verschijnen | Datum van binnenkomst | Hoogste positie | Aantal weken | Opmerkingen |
| ------------------------------------------------------------------- | --------------------- | --------------------- | --------------- | ------------ | ----------- |
| Salute                                                              | 22-08-2014            | -                     |                 |              |             |
| Tomorrow Again                                                      | 22-11-2019            | -                     |                 |              |             |

### Singles
| Single met eventuele hitnotering(en) in de Nederlandse Top 40 | Datum van verschijnen | Datum van binnenkomst | Hoogste positie | Aantal weken | Opmerkingen |
| ------------------------------------------------------------- | --------------------- | --------------------- | --------------- | ------------ | ----------- |
| Time Machine                                                  | 29-11-2013            | -                     |                 |              |             |
| Come Back                                                     | 19-04-2014            | -                     |                 |              |             |
| Super Strong                                                  | 31-07-2015            | -                     |                 |              |             |
| Your Lover                                                    | 08-01-2016            | -                     |                 |              |             |
| Outta Sight, Outta Mind                                       | 07-06-2019            | -                     |                 |              |             |
| I Know What You Mean                                          | 04-10-2019            | -                     |                 |              |             |
| Get Out                                                       | 15-11-2019            | -                     |                 |              |             |